# 연두 (조미료)
연두는 샘표식품에서 생산하는 액상 요리에센스이다. 2010년에 처음 출시되었으며, 2012년 5월 출시 2주년을 맞아 제품을 리뉴얼했다.
미국, 스페인, 중국, 영국 등 해외에도 수출되었다.

## 특징
- 콩을 자연 발효한 100% 콩 발효 요리에센스로 콩 발효액과 야채 추출물로 만들어졌다.
- 조선간장의 감칠맛과 풍미는 끌어올리고, 강한 향과 진한 색을 줄이는 샘표의 콩 발효 기술로 개발되었다.
- 2017년 국산 청양고추를 우려내어 요리에 칼칼함을 더한 '연두 청양초'를 출시하였다.[3]
- 2018년 3월 미국에서 열린 세계 최대 유기농·건강식품 박람회인 ‘애너하임 자연식품박람회(Natural Products Expo West)’에서 국내 식품기업 최초로 ‘차세대 혁신 제품상 (New Hope NEXTY Award)‘을 수상했다.[4]
- 2018년 뉴욕에 '연두 컬리너리 스튜디오'를 오픈하였으며, 세계 유일의 요리과학연구소 알리시아의 자우마 비아르네즈(Jaume Biarnes)를 영입하여 헤드 셰프로 내세웠다.

## 판매량
제조사에 따르면, 2012년 리뉴얼 이후 1년 만에 판매량이 200만 병을 돌파했다고 한다.
2015년, 1,000만 병을 돌파했다고 한다.

## 종류
- 연두 : 500mL, 275mL
- 연두 순 : 500mL, 275mL, 150mL
- 연두 우리콩 : 275mL
- 연두 청양초 : 275mL, 150mL

## 같이 보기
- 샘표식품
- 미원
- 다시다